# La Vespière
La Vespière település Franciaországban, Calvados megyében. Lakosainak száma 946 fő (2018. január 1.). La Vespière La Folletière-Abenon, Friardel, Orbec, La Chapelle-Gauthier, Saint-Germain-la-Campagne és Saint-Jean-du-Thenney községekkel határos.

## Népesség
A település népességének változása:
| Lakosok száma | 386  | 402  | 731  | 883  | 939  | 940  | 999  | 977  | 954  | 946  |
|               | 1962 | 1968 | 1982 | 1990 | 2006 | 2008 | 2013 | 2015 | 2017 | 2018 |